# Аварское Койсу
Ава́рское Койсу́ (в верховьях — Джурму́т) — река в Дагестане, правая составляющая Сулака. Длина реки — 178 км. Площадь водосборного бассейна — 7660 км².

## Топонимия
Название «койсу» получило от тюркского (кумыкского) «къой сув» — овечья вода. П. П. Семенов-Тян-Шанский считал, что это название получали реки, которые могли вброд преодолевать бараны. Аварское означает расположение реки на территории проживания аварцев. До середины XX века название «Къойсу» носила река Сулак.

## География
Берёт начало на склоне г. Гутон (Главный Кавказский хребет), течёт, огибая хр. Нукатль, в узкой долине, часто каньоне. Протекая преимущественно в северо-восточном направлении, она сливается с рекой Андийское Койсу в 6 километрах восточнее с. Чиркота, образует реку Сулак.
Длина реки 178 км, общее падение 2440 м, площадь водосбора 7660 км², средняя его высота 2160 м. Площадь оледенения в бассейне реки составляет 6,8 км². Высота истока — 2740 м над уровнем моря. Уклон реки — 13,7 м/км.
Водосбор реки на северо-западе ограничен Богосским хребтом, на юго-западе Главным Кавказским хребтом, на юге массивом Дюльты-Даг и хребтом Сарфун-Ял.
Значительная часть площади лежит выше 1500 м над уровнем моря, в том числе 10 % выше 3000 м.

## Гидрология
Река Аварское Койсу характеризуется весенне-летним половодьем и низкой зимней меженью. Распределение стока внутри года происходит не равномерно. Наиболее многоводной река бывает в период с мая по август, в течение которого проходит до 65 % годового объёма стока.
Наибольшие расходы воды формируются в одни годы преимущественно талыми водами, а в другие — дождевыми. Среднегодовой расход составляет 95,0 м³/с. Максимальный — 1350 м³/с (отмечен в 1963 году у с. Майданское). Река несёт большое количество взвешенных и влекомых наносов (наибольшая мутность составляет 17 000 г/м³).

## Притоки
Общее число рек в бассейне достигает 1440, из них 52 реки имеют длину более 10 км. Основными притоками являются реки: Цемарор, Хзанор, Ратлубор, Темирор, Тобот, Каракойсу, Гичину.

## Изучение реки и водохозяйственное значение
Режим реки изучался на 9 постах: Тлярата (Укал), Анцух, Голотль, Б. Гоцатль, Араканское ущелье, Красный мост, Балаханский мост, Унцукуль, Гимры и Ашильтинский мост. К настоящему времени действуют ГП Укал, Голотль, Красный мост.
Река имеет важное водохозяйственное значение. Она используется для водоснабжения и орошения прилегающих сёл и полей. Обладает большим гидроэнергетическим потенциалом. На реке действуют Ирганайская ГЭС и Гоцатлинская ГЭС. Кроме того спланировано строительство Голотлинской, Советской, Аварской и Магарской ГЭС.